# Lyttelton (miasto)
Lyttelton (maor. Ōhinehou) – miasto w Nowej Zelandii nad zatoką Lyttelton. Położone we wschodniej części Wyspy Południowej, w regionie Canterbury. Na północ od miasta, za pasmem wzgórz Port Hills, położone jest miasto Christchurch.
Ludność: 3244 mieszkańców. (dane szacunkowe – styczeń 2010).
Lyttelton to jeden z ważniejszych portów morskich Nowej Zelandii. Z pobliskim Christchurch połączone jest tunelami kolejowymi (otwarty w 1867 – najstarszy tunel w Nowej Zelandii) oraz drogowym (od 1964, najdłuższy tunel drogowy w kraju).
Miasto zostało nazwane na cześć George’a Williama Lytteltona, który prowadził w regionie Canterbury akcję osadniczą w połowie XIX wieku.
Miasto zostało poważnie zniszczone podczas trzęsienia ziemi w 2011 – w jego pobliżu znajdowało się epicentrum tego wstrząsu.